# Marennes-Hiers-Brouage
Marennes-Hiers-Brouage – gmina we Francji, w regionie Nowa Akwitania, w departamencie Charente-Maritime. W 2013 roku liczba ludności wynosiła 6441 mieszkańców. 
Gmina została utworzona 1 stycznia 2019 roku z połączenia dwóch ówczesnych gmin: Hiers-Brouage oraz Marennes. Siedzibą gminy została miejscowość Marennes. 